# Hideki Yukawa
Hideki Yukawa (湯川 秀樹, Yukawa Hideki) (23 janvier 1907 à Tokyo - 8 septembre 1981 à Tokyo) est un physicien japonais. Il est lauréat du prix Nobel de physique de 1949 « pour sa prédiction de l'existence des mésons à partir de travaux théoriques sur les forces nucléaires ». Il fut le premier Japonais à recevoir un prix Nobel.

## Biographie
Yukawa fait ses études à l'Université de Kyoto, où il devient ensuite professeur. Il entre en 1933 à l' Université d'Osaka, où il obtient son doctorat en 1938, puis il rejoint l'université impériale de Kyoto comme professeur de physique théorique (1939-1950). Il visite l'Institute for Advanced Study à Princeton et l'Université Columbia à New York, puis devient directeur de l'Institut de recherche pour la physique fondamentale à Kyoto (1953-1970).
En 1935, pendant ses recherches à l'Université d'Osaka, Yukawa propose une nouvelle théorie des forces nucléaires, qui prévoit l'existence de mésons, particules qui ont une masse intermédiaire entre celle de l'électron et celle du proton.
En 1938, l'Université d'Osaka lui décerne le titre de docteur ès sciences pour ses prédictions concernant l'existence des mésons et ses travaux théoriques sur la nature des forces nucléaires,. Ces travaux lui ont valu plus tard le prix Nobel de physique.
En 1947, la découverte d'un méson (un pion) parmi les rayons cosmiques par Cecil Frank Powell rend Yukawa célèbre. La théorie des mésons est devenue depuis une partie importante de la physique nucléaire. Après s'être consacré au développement de cette théorie, Yukawa commence en 1947 à travailler sur une théorie plus complète des particules élémentaires, basée sur son idée de champ non-local.
En 1945, Yukawa fut un membre mineur du projet japonais Ｆ研究 ("Recherches F") de développement d'armes nucléaires, dirigé par Bunsaku Arakatsu.
Yukawa fut docteur honoris causa de l’Université de Paris, membre honoraire de la Royal Society of Edinburgh, membre étranger de la Royal Society (1963), de l'Académie des sciences indienne, de l'International Academy of Philosophy and Sciences et de la Pontificia Academia Scientiarum.
En 1955, il signa avec dix autres scientifiques et intellectuels le manifeste Russell-Einstein pour le désarmement nucléaire. Il avait été profondément marqué par les bombardements d'Hiroshima et Nagasaki. Son épouse Sumiko, née en 1910, est décédée en 2006

## Prix et récompenses
- 1940 - Prix impérial de l'Académie japonaise
- 1941 - Prix académique Noma
- 1943 - Ordre de la Culture
- 1949 - Prix Nobel de physique
- 1963 - Elu membre d'une société royale étrangère (ForMemRS) [1]
- 1964 - Médaille Lomonossov
- 1967 - Pour le Mérite
- 1967 - Médaille de l'Académie pontificale des sciences
- 1977 - Grand Cordon de l'Ordre du Soleil levant
- 1981 - Second rang junior (8 septembre, posthume)

## Œuvres
- Profiles of Japanese science and scientists, 1970 / Supervisory editor: Hideki Yukawa (1970)
- Creativity and intuition : a physicist looks at East and West / by Hideki Yukawa ; translated by John Bester (1973)
- Scientific works (1979)
- Tabibito (旅人) = The traveler / Hideki Yukawa ; translated by L. Brown & R. Yoshida (1982),  (ISBN 9971950103)